# Adam Svoboda
Adam Svoboda (Brno, 26 giugno 1978 – Pardubice, 7 maggio 2019) è stato un hockeista su ghiaccio ceco.
È stato trovato impiccato in casa sua nel maggio 2019 all'età di 40 anni: si sarebbe trattato di suicidio.

## Carriera
Nel corso della sua carriera ha indossato finora, tra le altre, le maglie di Nürnberg Ice Tigers, HC Sparta Praga, HC Pardubice, HC Lada Togliatti, HC Slavia Praga e Avangard Omsk.